# Герб Нежинского района
Герб Нежинского района (укр. Герб Ніжинського району) — официальный символ Нежинского района Черниговской области Украины, утверждённый сессией Нежинского районного совета шестого созыва от 12 декабря 2003 года.

## Описание
Гербовый щит имеет форму четырёхугольника с полукругом в основе. В синем, сверкающем тридцатью золотыми восьмикутними звездами, поле, пурпурный (малиновый) щиток с Георгием Победоносцем в серебряной одежде, на серебряном коне в серебряной сбруе, пронзает серебряным копьем чёрного змея. В клейноде — золотой полковничий пернач перьями вверх и два золотых бунчуки с серебряным конским волосом, скрещены в виде андреевского креста. Щит окружен венком из золотых ржаных колосков и побегов огурца с зелеными листьями и золотыми цветами, перевитые снизу голубой лентой с надписью «Нежинский район».

## История

### Казацкая эпоха
Современный герб района берёт свое начало от флага Нежинского казачьего полка середины XVII века.
Согласно утверждению А. Шафонского, Нежинский полк от начала XVIII века. имел новую символику:
…вошёл в бывшую полковую нежинскую канцелярию в употребление в нынешнем столетии (XVIII  ст.), по случаю бывших в Нежине из великоросиян нежинских полковников… Означенные полковники, желая  себя  от Нежинского магистрата отличить, ввели оный из Нежинской комендантской канцелярии и в Нежинскую полковую козацкую канцелярию. Настоящий же герб Нежина был святый великомученик и победоносец Георгий…

### Имперская эпоха
После ликвидации автономии Гетманщины 4 июня 1782 г. полковой герб становится гербом города и Нежинского уезда. В верхней части перекрестного слева щита в красном поле — пожатие двух рук; в нижней — в лазуревом поле золотой жезл Меркурия.

### Советская эпоха
Земельные гербы советской эпохи не были в употреблении, иногда употреблялись такие гербы административного центра.

## Галерея

Герб Нежинского полка (1648-1730, реконструкция)
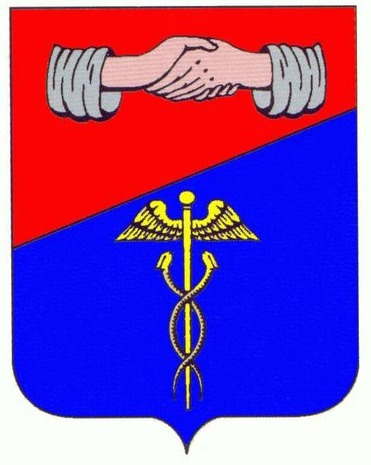
Герб Нежинского полка (1730-1781, реконструкция)
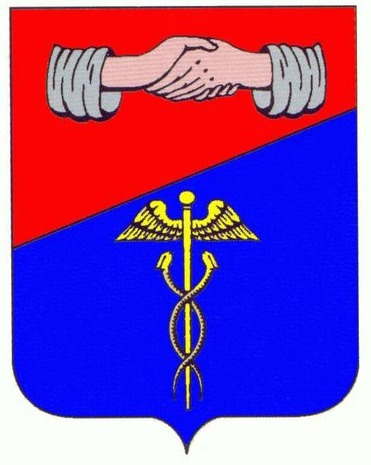
Герб Нежинского уезда (1782-1919)
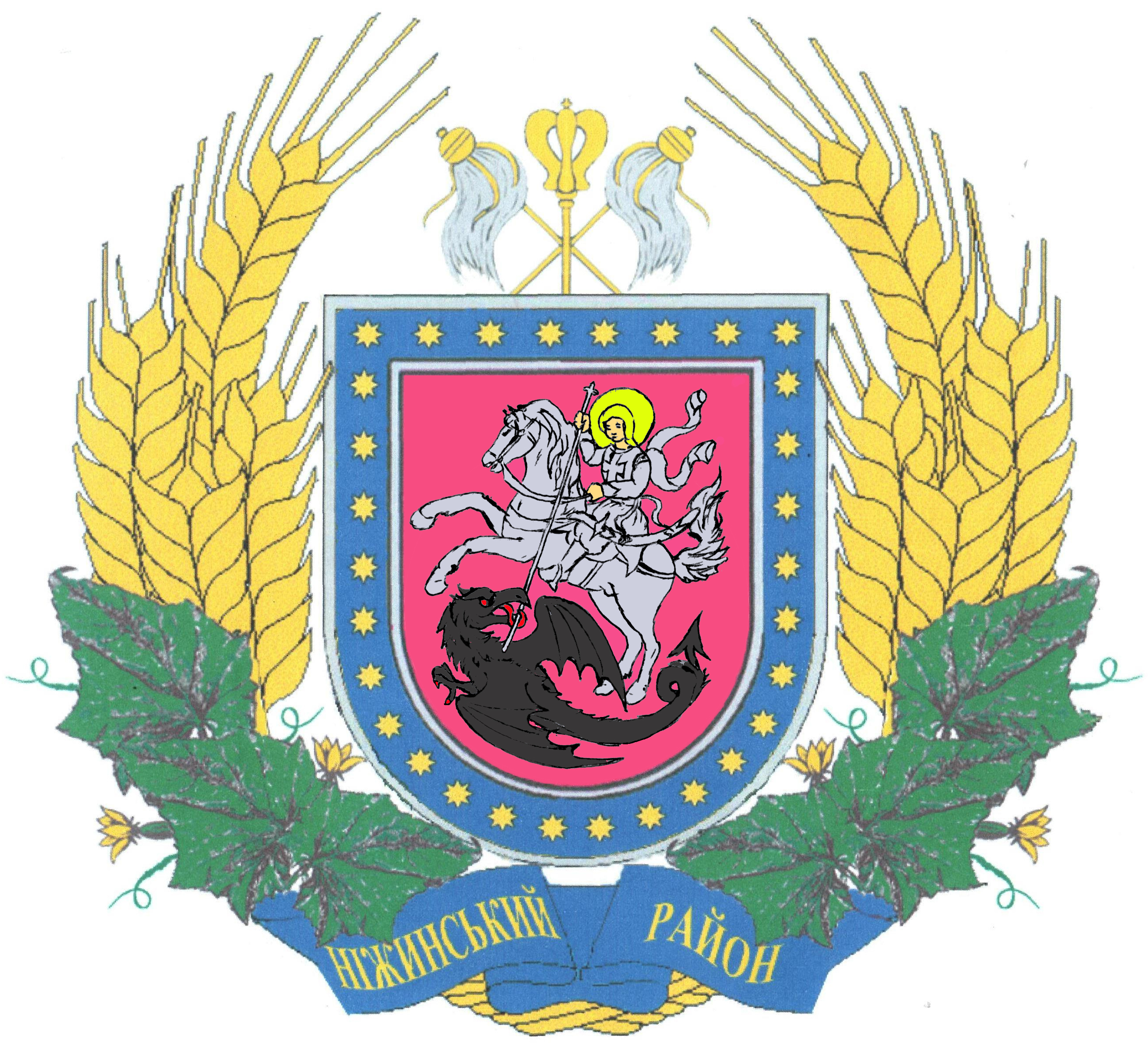
Герб района (от 2003 г.)